# Monopsis unidentata
Monopsis unidentata är en klockväxtart som först beskrevs av Jonas Dryander, och fick sitt nu gällande namn av Franz Elfried Wimmer. Monopsis unidentata ingår i släktet Monopsis och familjen klockväxter.

## Underarter
Arten delas in i följande underarter:
- M. u. intermedia
- M. u. laevicaulis
- M. u. unidentata